# Lorentz-Lorenz-vergelijking

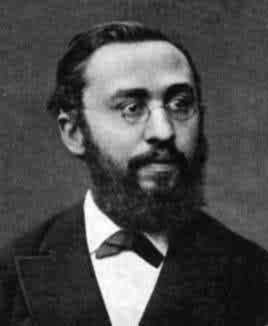
Hendrik Antoon Lorentz (1853-1928) aan het begin van zijn carrière, toen hij onder meer aan de Lorentz–Lorenzvergelijking werkte.

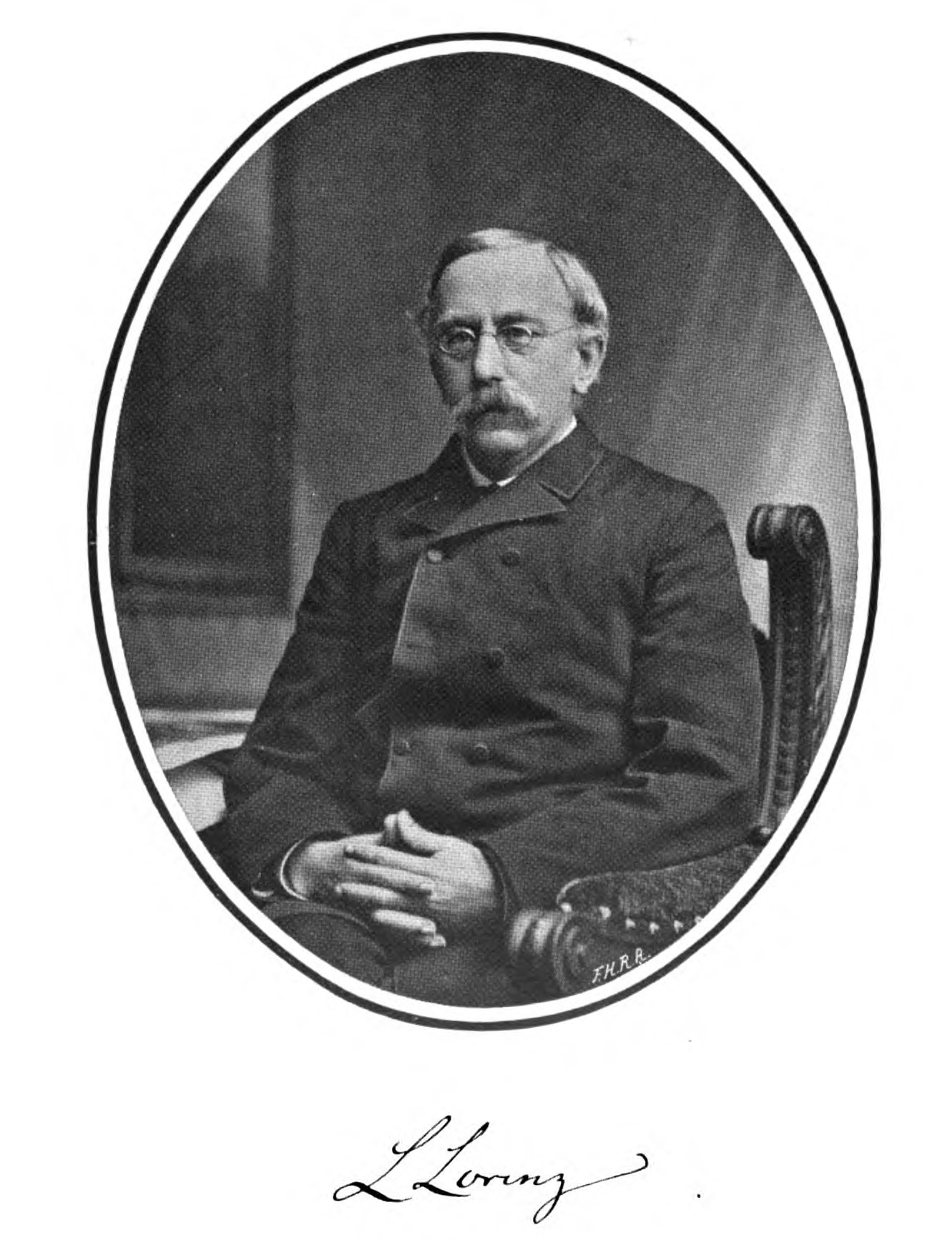
Ludvig Valentin Lorenz (1829-1891)

De Lorentz–Lorenzvergelijking geeft het verband tussen de brekingsindex en de polariseerbaarheid van een stof, dus tussen de optische (licht-) en de elektrische eigenschappen van een stof. De formule komt overeen met de Clausius–Mossotti-relatie, maar daar wordt de permittiviteit (diëlektrische constante) van een stof gekoppeld aan de polariseerbaarheid. De Lorentz–Lorenzvergelijking is genoemd naar de Nederlandse natuurkundige Hendrik Lorentz, die hem in 1878 vond, en de Deense natuurkundige Ludvig Lorenz (1829 – 1891), die hem al in 1869 publiceerde. De vergelijking past in het programma van Lorentz om de Wetten van Maxwell over elektromagnetisme en licht verder uit te werken in onder meer de optica. De Lorentz–Lorenzvergelijking is onafhankelijk van de fasetoestand van de stof (vast, vloeibaar, gas) en werd gebruikt voor de structuurbepaling van moleculen in de organische chemie.
De algemene vorm van de Lorentz–Lorenzvergelijking is in cgs-eenheden:
{\displaystyle {\frac {n^{2}-1}{n^{2}+2}}={\frac {4\pi }{3}}N\alpha _{\text{m}}}
met {\displaystyle n} de brekingsindex, {\displaystyle N} het aantal moleculen per volume-eenheid en {\displaystyle \alpha _{\text{m}}} de gemiddelde polariseerbaarheid. De formule geldt bij benadering zowel voor homogene vaste stoffen als voor vloeistoffen en gassen.

## Vereenvoudiging
Voor veel gassen is het kwadraat van de brekingsindex {\displaystyle n^{2}\approx 1} zodat
{\displaystyle n^{2}-1\approx 4\pi N\alpha _{\text{m}}}
of, omdat {\displaystyle n+1\approx 2},
{\displaystyle n-1\approx 2\pi N\alpha _{\text{m}}}
Dit geldt voor gassen bij normale druk. De brekingsindex {\displaystyle n} van het gas is dan als functie van de molaire refractiviteit {\displaystyle A}
{\displaystyle n\approx {\sqrt {1+{\frac {3Ap}{RT}}}}}
met {\displaystyle p} de gasdruk, {\displaystyle R} de gasconstante, en {\displaystyle T} de absolute temperatuur, die samen de deeltjesdichtheid {\displaystyle N} bepalen.

## Clausius–Mossotti-relatie
De Clausius–Mossotti-relatie komt overeen met de Lorentz-Lorenz-formule, maar drukt de permittiviteit (diëlektrische constante, relatieve permittiviteit {\displaystyle \varepsilon _{\text{r}}}) van een stof uit in de atomaire polariseerbaarheid α van de atomen (of moleculen, of een mengsel) waaruit de stof bestaat. De wet is vernoemd naar de Italiaanse natuurkundige Ottaviano-Fabrizio Mossotti, naar Argentinië gevlucht vanwege zijn liberale ideeën, en de Duitse natuurkundige Rudolf Clausius (1822 – 1888):
{\displaystyle {\frac {\varepsilon _{\text{r}}-1}{\varepsilon _{\text{r}}+2}}={\frac {N\alpha }{3\varepsilon _{0}}}}
met
- {\displaystyle \varepsilon _{r}=\varepsilon /\varepsilon _{0}} de relatieve diëlektrische constante (permittiviteit) van de stof
- {\displaystyle \varepsilon _{0}} de permittiviteit van vacuüm
- {\displaystyle N} de deeltjesdichtheid (aantal deeltjes per kubieke meter), en
- {\displaystyle \alpha } de elektrische susceptibiliteit in SI-eenheden (C·m2/V).

Als het om een mengsel gaat, moet in het rechter lid van de vergelijking de som van de bijdragen van alle bestanddelen komen, met bijvoorbeeld een index i (Lorrain and Corson - Electromagnetic Field and Waves, 1962, 2nd Edition, bladzijde 116):
{\displaystyle {\frac {\varepsilon _{\text{r}}-1}{\varepsilon _{\text{r}}+2}}=\sum _{i}{\frac {N_{i}\alpha _{i}}{3\varepsilon _{0}}}}
In het cgs-stelsel wordt de Clausius–Mossotti-formule meestal herschreven om het volume bij de moleculaire polariseerbaarheid te benadrukken: {\displaystyle \alpha '=\alpha /(4\pi \varepsilon _{0})} met volume-eenheden (m3). Men moet oppassen voor de verwarring van de afkorting "moleculaire polariseerbaarheid" voor zowel {\displaystyle \alpha } als {\displaystyle \alpha '} in de literatuur voor de verschillende stelsels van eenheden.